# Lezíria do Tejo
La Lezíria do Tejo es una comunidad intermunicipal y una subregión estadística portuguesa, parte de la región estadística (NUTS II) de Alentejo y del Distrito de Santarém, e incluye también un municipio del Distrito de Lisboa (Azambuja). Todavía, es tradicionalmente considerada como parte de la región de Ribatejo, junto con la mayoría de los municipios de la subregión estadística de Medio Tejo. Limita al norte con la Región de Leiría y con la región ribatejana de Medio Tejo, al este con el Alto Alentejo, al sur con el Alentejo Central y la Península de Setúbal y al oeste con la Grande Lisboa y el Oeste. Área: 4275 km². Población (2011): 247 453.

## Municipios
La subregión de la Lezíria do Tejo comprende 11 municipios:
- Almeirim
- Alpiarça
- Azambuja
- Benavente
- Cartaxo
- Chamusca
- Coruche
- Golegã
- Rio Maior
- Salvaterra de Magos
- Santarém

Estos municipios se subdividen en un total de 91 freguesias, lo que da una media de cerca de 8 freguesias por municipio. Las freguesias tienen un área media de 46,91 km² y una población media de 2 647 habitantes, pero los valores exactos varían entre áreas de 346,30 y 3,54 km² y poblaciones de 12 826 y 278 habitantes. La densidad demográfica de las freguesias varía entre 776,5 y 3,5 hab/km².
- Datos: Q1501301
- Multimedia: Comunidade Intermunicipal da Lezíria do Tejo / Q1501301